# Palazzo di Giustizia (Perugia)
Il Palazzo di giustizia di Perugia è ubicato in diversi edifici nel centro storico.

## Storia

### Il Palazzo del Capitano del Popolo
Il Palazzo del Capitano del Popolo fu costruito tra il 1472 e il 1481 dagli architetti Gasperino d’Antonio e Leone di Matteo, in corrispondenza di una vecchia prigione. All'origine era più alto di un piano rispetto a come si presenta oggi e sulla sommità c'era un’elegante merlatura guelfa, simile a quella del Palazzo dei Priori. Il piano più elevato e i merli vennero gravemente danneggiati dal terremoto del 1741 e perciò vennero demoliti. La lunetta posizionata sulla sommità del portale racchiude una statua che raffigura la Giustizia. Al di sotto di essa si legge la scritta “Iustitiae virtutum domina” (Signora delle virtù della giustizia), recante data 1472, invece ai fianchi della lunetta sono presenti due grifi (simboli della città di Perugia) che artigliano un vitello e un montone. Al fianco del portale è presente la Loggia del Banditore. Tra il 1472 e il 1476, per volere dell’Ospedale di S. Maria della Misericordia, venne realizzata una lunga serie di botteghe nella piazza, per unire il palazzo ai preesistenti edifici dell’Ospedale localizzati nell'odierna via Oberdan. Dal 1483 e sempre per volere dell'Ospedale, iniziano i lavori per sopraelevare le stesse botteghe, opera affidata a Gasperino d’Antonio. Ai lavori partecipa anche un artista come Fiorenzo di Lorenzo, che realizza le 18 finestre crociate posizionate sugli architravi su cui è inscritta una frase proveniente dalla Bibbia. I lavori si concludono nel 1512, lo stesso anno in cui, per volere di papa Sisto IV della Rovere, venne trasferito in questo palazzo lo Studium perugino (Università degli Studi di Perugia). Dai primi anni dell’Ottocento, nello stesso periodo dell’occupazione napoleonica e del trasferimento dell’Università degli Studi di Perugia nell’ex convento degli Olivetani a Montemorcino, il palazzo e il vicino palazzo dello Studium ospitano gli uffici giudiziari.

### Il palazzo delle Poste

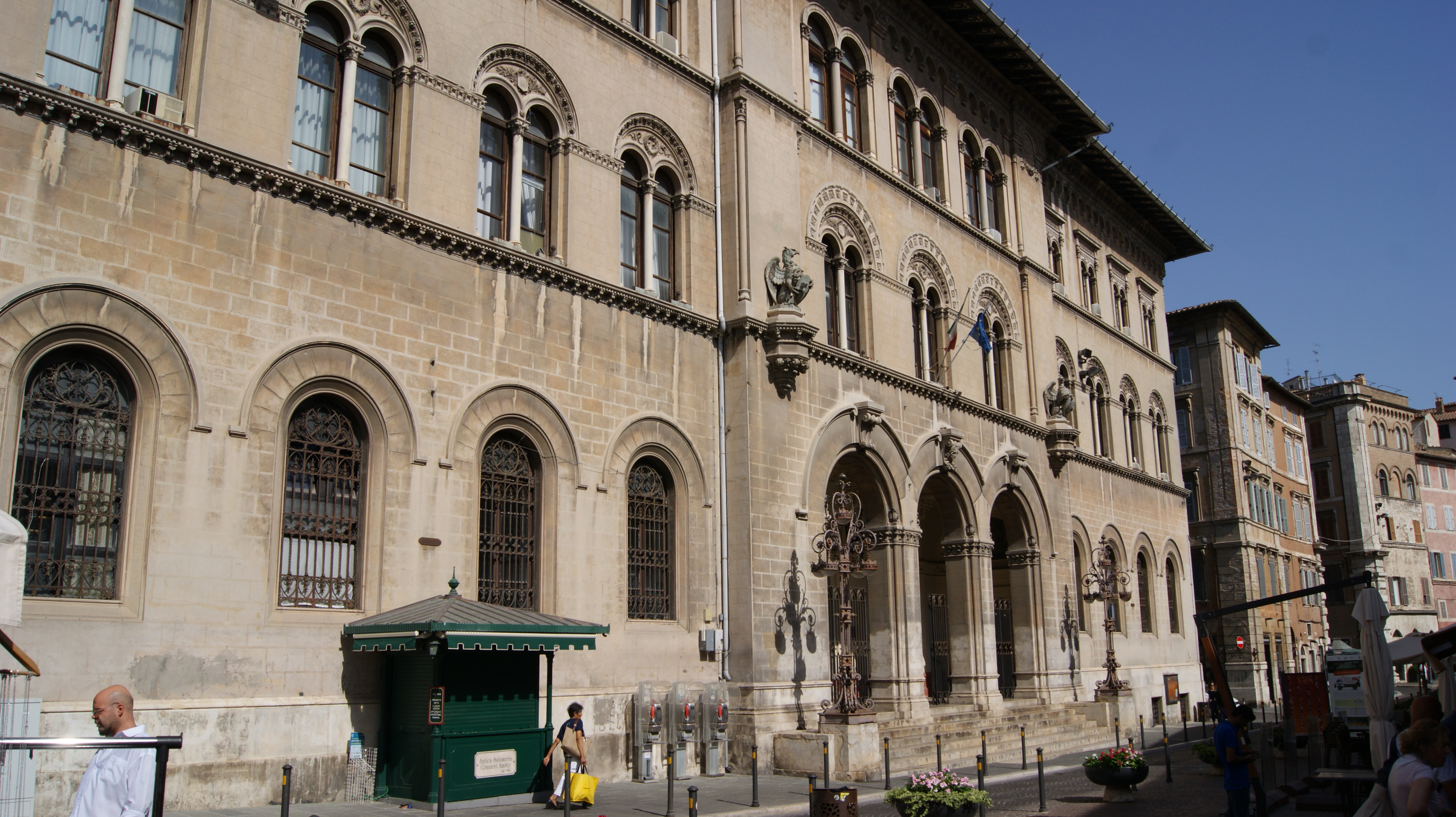
Palazzo della Poste

La realizzazione del palazzo inizia dal 1911 e la sua inaugurazione avviene nel 1916, il progetto è da attribuire agli ingegneri Osvaldo Armanni e De Fonseca. Il palazzo rappresenta un pregevole esempio di stile liberty, architettura che riscosse tanto successo all'inizio del Novecento. Nel giorno dell’inaugurazione una folla di perugini si riversò, curiosando, nei locali nuovi di zecca, per passeggiare nei lunghi corridoi ed ammirare gli affreschi e gli stucchi. Gli artisti e gli artigiani che hanno partecipato alla realizzazione del palazzo erano abbastanza noti: gli affreschi sono stati realizzati dal pittore Annibale Brugnoli e dal collaboratore Osvaldo Mazzerioli; gli stucchi, le decorazioni e le sculture sono state realizzate da Giuseppe Frenguelli, da Enrico Cagianelli e da intagliatori della pietra di cui non si conosce l'identità, mentre si sa che il fabbro fu un certo Paride Rosi. Nell’area dove oggi sorge il palazzo, in precedenza, sorgeva il palazzo Meniconi, che ospitò sia la Zecca sia la prima Biblioteca civica.

### Il palazzo ex Enel

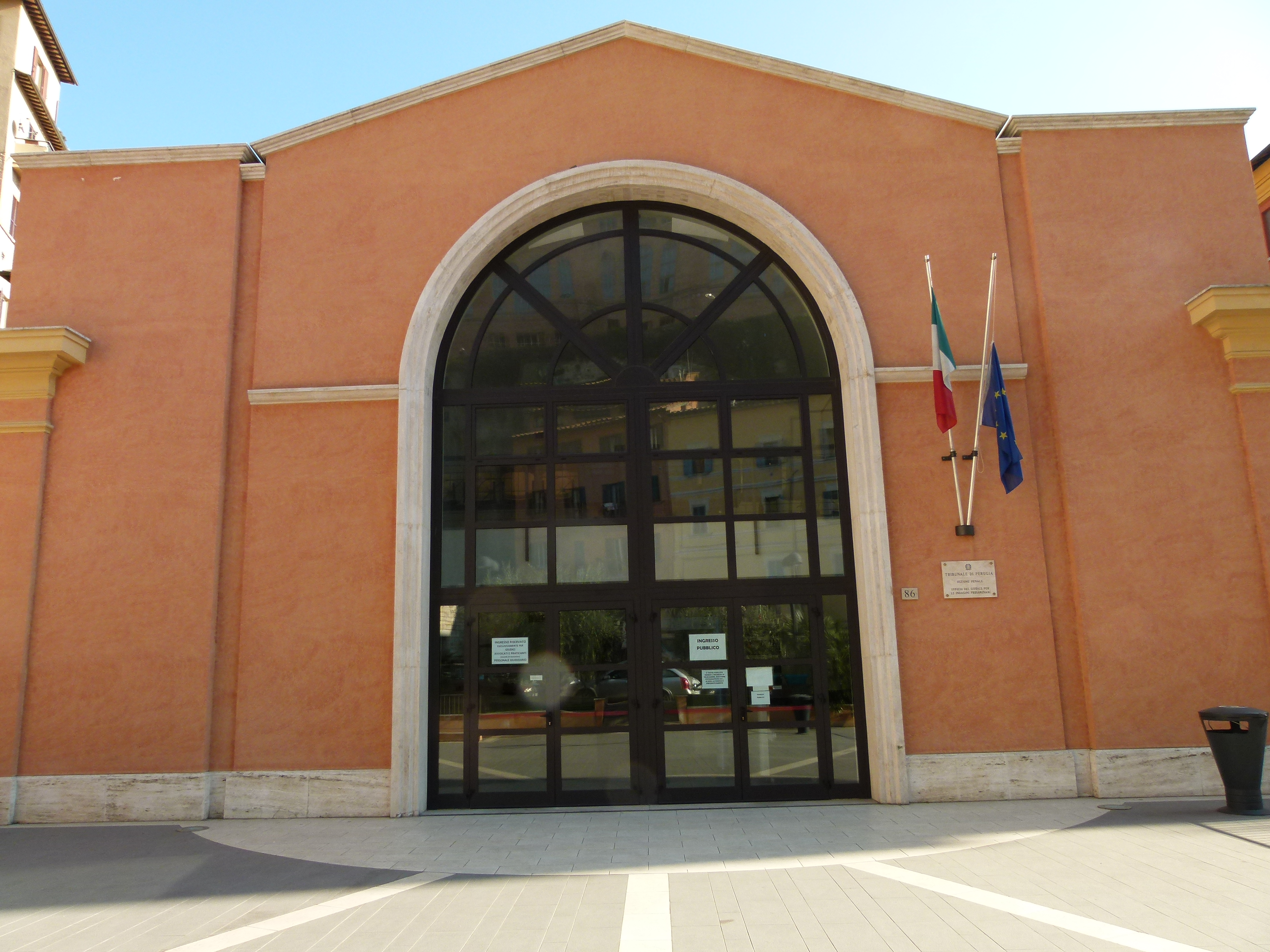
Sezione penale del Tribunale di Perugia

Alla S.A.E.U (Società Anonima Elettricità Umbra), filiale umbra del gruppo Siemens-Shukert, a cui viene affidata la produzione di energia elettrica a Perugia venne affidata, alla fine dell’Ottocento, nel 1899 venne dato il permesso di costruire il nuovo impianto per la produzione di elettricità. La costruzione di questo edificio, avvenne su un'area denominata Campo Battaglia. Quest'area veniva utilizzata per la “Battaglia dei sassi” o “Sassaiola” che serviva ad addestrare i giovani dei rioni perugini all’arte guerresca, aveva qui luogo ogni primo marzo, festività del patrono di Perugia Sant’Ercolano, questa tradizione venne abolita nel 1425. Questa stessa anche usata luogo per le esecuzioni capitali, eseguite fino al 1583. A seguito della nazionalizzazione dell’energia elettrica del 1962 e la creazione dell'Enel, l’edificio passò all'ente che lo trasformo in sede di uffici. Dal 2007 ospita gli uffici penali del Tribunale di Perugia.

## Sedi
- Palazzo delle Poste (piazza Matteotti n. 1): sede di presidenza, segreterie e sezioni civili[1]
- Palazzo ex Enel (via XIV Settembre): sede delle sezioni penali[1]
- Palazzo del Capitano del Popolo e Collegio del Gesù (piazza Matteotti n. 22): sede di sezione lavoro, ufficio spese pagate (ex ufficio campione) e ufficio recupero crediti[1]